# Izdebno (województwo lubelskie)
Izdebno – wieś w Polsce położona w województwie lubelskim, w powiecie świdnickim, w gminie Rybczewice. 
W latach 1975–1998 miejscowość administracyjnie należała do ówczesnego województwa lubelskiego.
Wieś jest sołectwem w gminie Rybczewice. Według Narodowego Spisu Powszechnego z roku 2011 wieś liczyła 231 mieszkańców.
W 2007 r. Szkoła Podstawowa w Izdebnie została zamknięta. 
Jedynym zabytkiem w Izdebnie jest kapliczka Najświętszej Marii Panny, murowana z kamienia wapiennego przez Andrzeja Kozło. Posiada z boku dwa okienka, dach pokryty jest eternitem. W środku ołtarzyk z dwoma lichtarzami i figurą siedzącego Jezusa ze związanymi sznurem rękoma. Nad nią wisi obraz Matki Bożej z Dzieciątkiem. Kapliczka znajduje się w pobliżu dawnej szkoły. W maju odprawia się tam msze święte z okazji poświęcenia pól. 
W lesie Izdebskim znajduje się cmentarz z I wojny światowej. Cmentarz założony został w początkowym okresie wojny, w lipcu 1914 r. Poległych kilkuset żołnierzy pochowano w ponad 30 mogiłach pojedynczych i zbiorowych. Wszystkich pochowano dnia 17 lipca 1915 r. Jest to jeden z największych cmentarzy z I wojny światowej na Lubelszczyźnie. Spis poległych znajduje się w Archiwum Państwowym w Lublinie. Cmentarz założony jest na planie prostokąta, obwałowany wałem ziemnym o wysokości 1 m, mocno porośnięty drzewami i krzewami. W południowo-zachodnim narożniku cmentarza znajduje się krzyż, obelisk oraz tablica informacyjna, a na niej napis "CMENTARZ ŻOŁNIERZY ARMII AUSTRO-WĘGIERSKIEJ, NIEMIESKIEJ I ROSYJSKIEJ POLEGŁYCH W LATACH 1914 I 1915 PODCZAS I WOJNY ŚWIATOWEJ"
W Izdebnie znajduje się źródełko wodne, które zasila niewielką rzeczkę.
Wierni Kościoła rzymskokatolickiego należą do parafii Najświętszej Maryi Panny Matki Kościoła w Orchowcu.
W miejscowości znajduje się Sala Królestwa miejscowego zboru Świadków Jehowy.

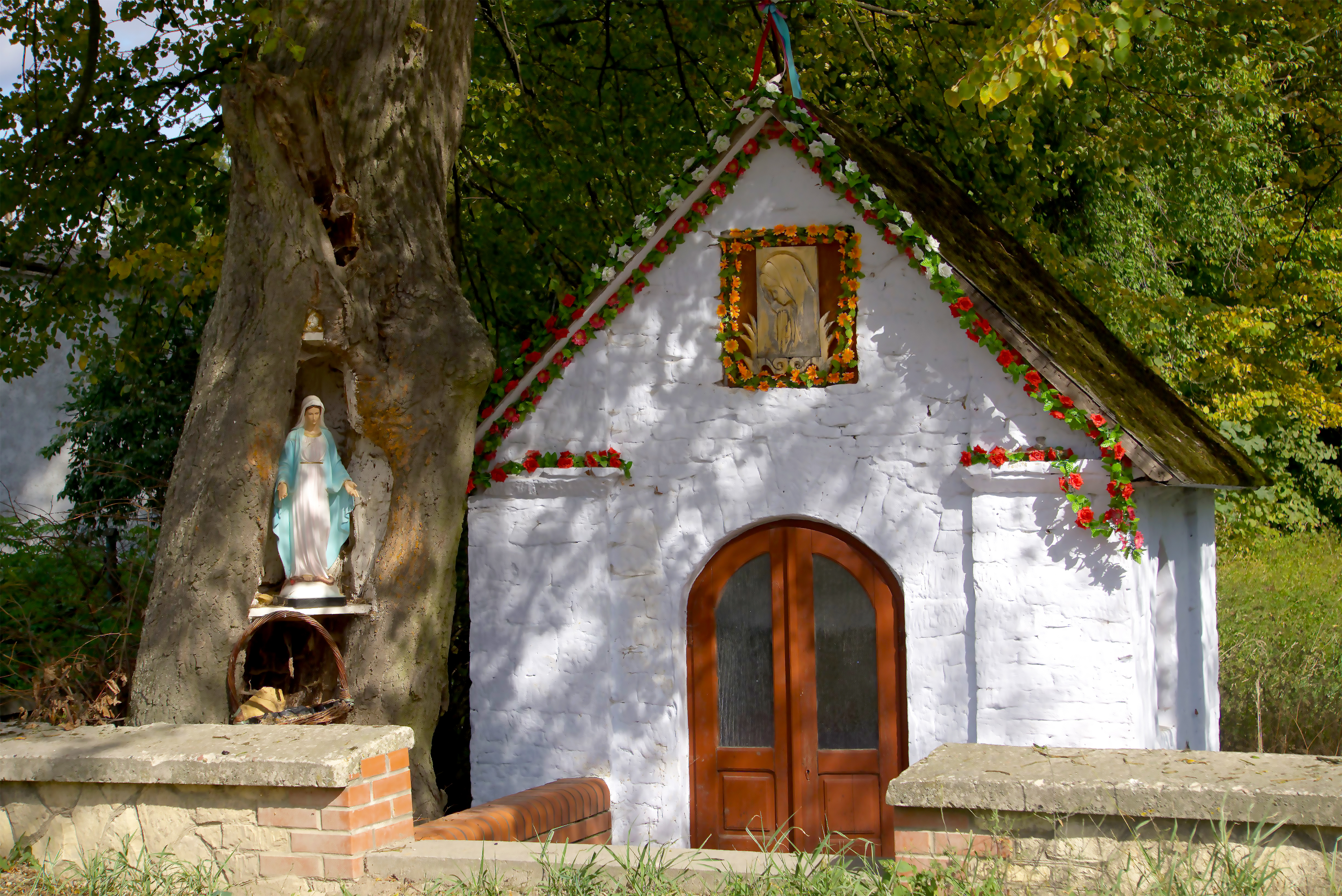
Kapliczka Najświętszej Marii Panny

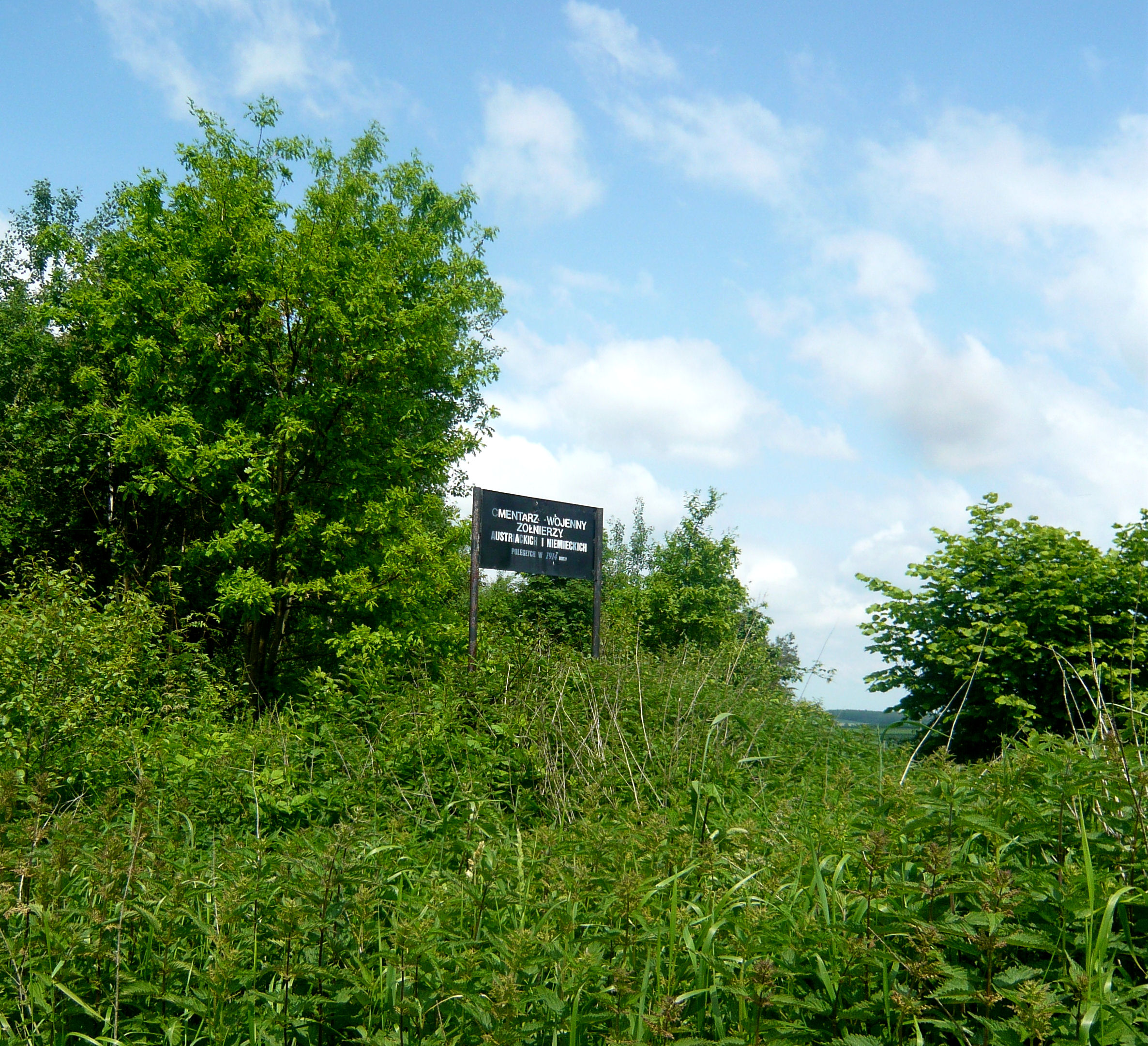
Cmentarz z I wojny światowej